# Loxoneptera
Loxoneptera és un gènere d'arnes de la família Crambidae.

## Taxonomia
- Loxoneptera albicostalis Swinhoe, 1906
- Loxoneptera carnealis Hampson, 1896